# ام الحصاة (القطن)
'

تعديل مصدري - تعديل

ام الحصاة هي إحدى قرى عزلة وادي سر بمديرية القطن التابعة لمحافظة حضرموت، بلغ تعداد سكانها 57 نسمة حسب تعداد اليمن لعام 2004.